# Goldsaphirkolibri
Der Goldsaphirkolibri (Hylocharis chrysura) oder auch Goldsaphir ist eine Vogelart aus der Familie der Kolibris (Trochilidae), die in Bolivien, Brasilien, Paraguay, Argentinien und Uruguay vorkommt. Der Bestand wird von der IUCN als nicht gefährdet (Least Concern) eingeschätzt.

## Merkmale
Der Goldsaphirkolibri erreicht eine Körperlänge von etwa 8,0 bis 10,0 cm, bei einem Gewicht von ca. 4,0 bis 5,0 g. Das Männchen hat einen mittellangen korallenroten Schnabel mit schwarzer Spitze. Ober- und Unterseite schillern golden grün. Hinter dem Auge befindet sich ein kleiner weißer Fleck. Das Kinn ist blass rötlich braun. Die Steuerfedern glitzern golden bronzefarben. Das Weibchen ähnelt dem Männchen, doch wirkt die Färbung insgesamt etwas stumpfer. Der untere Bereich des Bauchs ist gräulich. Jungvögel ähneln in der Färbung den Weibchen, doch haben sie gelbbraune Fransen am Kopf.

## Verhalten und Ernährung
Der Goldsaphirkolibri bezieht seinen Nektar von einheimischen und eingeführten Bedecktsamern z. B. der Wolfsmilchgewächse-Art Mabea fistulifera, der Gattungen Malvaviscus, Inga, Vochysia, Zitruspflanzen, Eukalypten, Hibiskus, Abutilon und Salbei. Aus Mato Grosso do Sul wird vom Besuchen an Zierpflanzen wie Akanthusgewächse der Gattung Odontonema, Grevillea banksii und Beerenmalve (Malvaviscus arboreus) berichtet. Im Pantanal wurde er beim Sammeln an Ceiba pubiflora beobachtet. Gliederfüßer fängt er im Flug, indem er diese jagt oder von den Blattoberflächen entnimmt. Außerdem sammelt er kleine Spinnen von ihren Spinnweben.

## Lautäußerungen
Der Gesang besteht aus einer wiederholte Serie schrillem Grillen ähnlichen Geträllers unterschiedlicher Länge, die er bei acht bis zehn Kilohertz von sich gibt. Der Ruf klingt wie ein kurzes trockenes Rasseln, welches sich wie trrrt anhört.

## Fortpflanzung
Die Brutsaison in Brasilien dauert von September bis Februar. Das kelchartige Nest besteht aus Samenfasern von Seidenpflanzen, den zu den Korbblütlern gehörende Chorisis und Bromeliengewächsen, sowie Spinnweben. Die Außenseite wird mit Flechten und Blätterstücken verziert. Dieses platzieren sie relativ freiliegend auf einem horizontalen Ast oder in kleinen Baumverzweigungen in Höhen von vier bis sechs Meter über dem Boden, manchmal sogar bis zwölf Meter über dem Boden. Die Nester sind ca. 40 mm hoch. Der Außenradius beträgt ca. 42 mm, der Innenradius ca. 24 mm. Die zwei ca. 0,50 g schweren Eier sind ca. 15,0 × 9,3 mm groß. Die Brutdauer beträgt ca. 14 bis 15 Tage und das Ausbrüten der Eier erfolgt durch das Weibchen. Die Küken sind schwärzlich mit zwei gelbbraunen Streifen im hinteren Rückenbereich. Nach 20 bis 28 Tagen werden die Nestlinge flügge. Die erste Brut erfolgt im zweiten Lebensjahr des Kolibris. Im Vergleich zu anderen Arten hat er wenige Prädatoren, doch wurde beobachtet, dass ein Brasilzwergkauz (Glaucidium brasilianum) das Nest geplündert hat.

## Verbreitung und Lebensraum

Verbreitungsgebiet (grün) des Goldsaphirkolibris

Der Goldsaphirkolibri bevorzugt Gärten, Plantagen, Savannen mit vereinzelten Büschen und Bäumen und Waldränder in Höhenlagen von 200 bis 1000 Meter. In einigen Gebieten können sie in noch höheren Höhenlagen vorkommen. Sein Futter holt er am äußeren Rand der Vegetation, die von den unteren Straten bis in die Baumkronen von Bäumen auf Lichtungen reicht. Am häufigsten sind sie in Höhenlagen wischen 400 und 800 Meter präsent.

## Unterarten
Die Art gilt als monotypisch. Hylocharis chrysura platensis Pinto, 1932 und Hylocharis chrysura lessoni Pinto & Camargo, 1955 werden heute als Synonyme zur Nominatform betrachtet. Weitere Synonyme sind Trochilus ruficollis Vieillot, 1817 und Hylocharis ruficollis maxwelli Hartert, E, 1898.

## Etymologie und Forschungsgeschichte
Die Erstbeschreibung des Goldsaphirkolibri erfolgte 1812 durch George Shaw unter dem wissenschaftlichen Namen Trochilus chrysurus. Das Typusexemplar stammte aus Paraguay. Im Jahr 1831 führte Friedrich Boie den neuen Gattungsnamen Basilinna und Hylocharis ein. »Hylocharis« setzt sich aus den griechischen Worten »hyle ὑλη« für »Waldlandschaft« und »charis χαρις« für »Anmut, Schönheit« zusammen. »Chrysura« ist ein griechisches Wortgebilde aus »chrusos χρυσος« für »gold, golden« und »-ouros, oura -ουρος, ουρα« für »-schwänzig, Schwanz«.
»Platensis« bezieht sich auf das Río-de-la-Plata-Becken. »Lessoni« ist eine Würdigung für René Primevère Lesson, da die Autoren in L'Oiseau-Mouche Chrisure die beschriebene Unterart sahen. »Maxwelli«  ehrt Arthur Joseph Constable-Maxwell-Stuart (1845–1942), 18. Gutsherr von Traquair, der das Typusexemplar gesammelt hatte. »Ruficollis« ist ein lateinisches Wortgebilde aus »rufus« für »rot, rötlich, rötlich braun« und »-collis, collum« für »-nackig, Nacken«.
Auf Basis von Sammelexemplare von Emil Weiske (1867–1950) und Berthold Krüger im Departamento Concepción und von Hans Krieg (1888–1970), Erwin Lindner (1888–1988) und Michael Mathias Kiefer (1902–1980) bei der „1. Gran-Chaco-Expedition“ von 1915 bis 1927 und der „2. Gran-Chaco-Expedition“ kam Alfred Laubmann zu dem Schluss, dass die Art wohl monotypisch sei.

## Migration
Der Goldsaphirkolibri gilt als Standvogel, doch in einigen Gebieten Brasiliens wie in Mato Grosso gibt es gewisse Zugbewegungen zwischen Juli und August. Auch im angrenzenden Departamento Santa Cruz wurden saisonale Wanderbewegungen während der späten Regen- und der frühen Trockenzeit von April bis Juli beobachtet. In der Trockenzeit von September bis Oktober ist er dort vollkommen abwesend. Das Zugverhalten ist bisher aber wenig erforscht.